# Marian Băban
Marian Baban (n. 8 ianuarie 1976, Turnu Măgurele, Teleorman, România) este un fost sportiv român care a concurat la începutul anilor 2000.
Marian Baban a participat la două ediții ale Jocurilor Olimpice de vară, Sydney 2000 și Atena 2004. La Sydney 2000 a participat în proba de K-1 1000 m, iar la Atena 2004 a participat în probele de K-2 400 m și K-4 1000 m.
Marian Baban a fost decorat cu Medalia Meritul Sportiv clasa I în 2004.
În 2016 a primit titlul onorific de „Cetățean de onoare” al orașului Turnu Măgurele.
De asemenea, în 2016 a promovat o nouă ramură sportivă în Caiac-Canoe și anume „caiac polo”.